# 片山津線
片山津線（日语：／）是一條連接石川縣加賀市動橋站至片山津站之間的鐵路線。當初為一條馬車鐵路，主要由當地的溫泉旅館經營者營運，後來經過轉讓由溫泉電軌營運，再後來經過合併後由北陸鐵道營運。此線最後在1965年（昭和40年）全線廢除。
此線與山中線與片山津線等路線統稱加南線。
在動橋站中，於此線和北陸本線鄰接動橋線的新動橋站。而動橋線可連接加南線內其他路線，唯獨此線沒有連接其他路線，因此所屬車輛極少。在末期1964年，只有2架電動列車MoHa1801、1802和各1架棚車和敞車。

## 路線數據
- 路線距離（營業距離）：2.7公里
- 軌距：1067毫米
- 車站數目：3座（包含起終點站）
- 雙線區間：沒有（全線單線）
- 電氣化區間：全線

## 歷史
與其他加南線的起源不同，此路線原本不是由當地旅館業者建立，而來自尋求外間資本，當時由來自東京的岡田英一就任社長。公司在1911年成立，但是當時沒有立刻動工興建鐵路。後來旅館業者接管岡田的股份，並且轉讓給當時準備成立的溫泉電軌（1913年11月成立），委托溫泉電軌經營，最後此線在1914年才開業。在1922年前，此線還是一條馬車鐵路。原本此線計劃連接舊山代軌道線，但是由於中途需要跨越北陸線，當中只可建設高架橋或地底隧道，因此最後沒有實現。
- 1910年（明治43年）12月16日 批出軌道特許狀予片山津軌道（江沼郡作見村-同郡動橋村 動力：汽油車）[2]
- 1911年（明治44年）6月29日 片山津軌道株式會社成立[3]
- 1914年（大正3年）
  - 4月29日 片山津至動橋之間開業，並委託溫泉電軌經營路線（動力：馬力 軌距：914毫米）
  - 5月15日 與溫泉電軌合併
- 1922年（大正11年）
  - 2月17日 批出鐵道許可（江沼郡動橋村-同郡作見村之間）[4]
  - 11月23日 改軌距並電氣化，由軌道變為鐵路[5]
- 1943年（昭和18年）10月13日 在戰時統合下，由北陸鐵道經營。成為北陸鐵道片山津線
- 1965年（昭和40年）9月24日 全線廢除

## 車站列表
車站名稱和所在地取自廢除一刻。所有車站都在石川縣。
圖例
列車交會 … ∧：可進行交會、｜：不可進行交會
| 中文站名   | 日文站名 | 英文站名            | 站間營業距離 | 累計營業距離 | 接續路線                                    | 列車交會 | 所在地           |
| ---------- | -------- | ------------------- | ------------ | ------------ | ------------------------------------------- | -------- | ---------------- |
| 動橋       |          | Iburihashi          | -            | 0.0          | 國鐵：北陸本線 北陸鐵道：動橋線（新動橋站） | ｜       | 加賀市動橋町     |
| 片山津本町 |          | Katayamazumotomachi | 1.8          | 1.8          |                                             | ｜       | 加賀市片山津町   |
| 片山津     |          | Katayamazu          | 0.9          | 2.7          |                                             | ∧        | 加賀市片山津溫泉 |

在鐵路電氣化時，車站分別有新動橋、合河（已廢除）、片山津本村、片山津。

## 注腳
1. ↑  《シーナリィガイド》河田耕一，機藝出版社，1974年，p.158-159「温泉電軌の乗り換え」（源文在《鉄道模型趣味》No.188，1964年2月號記載）
2. ↑  《鉄道院年報. 明治43年度》（國立國會圖書館數碼化收藏）
3. ↑  《日本全国諸会社役員録. 第20回》（國立國會圖書館數碼化收藏）
4. ↑  「鉄道免許状下付」《官報》1922年2月20日（國立國會圖書館數碼化收藏）
5. 1 2  「地方鉄道運輸開始」《官報》1922年11月29日（國立國會圖書館數碼化收藏）

## 相關項目
- 廢線